# Nati nel 1962/Luglio
| Questa pagina contiene informazioni ricavate automaticamente dalle voci biografiche con l'ausilio del template Bio e di un bot. L'aggiornamento è periodico e automatico e ricostruisce completamente la pagina. Se manca una persona in questa lista, sei pregato di non aggiungerla, ma accertati piuttosto che la sua voce biografica contenga il template Bio e che i dati anagrafici siano correttamente compilati. Se il template Bio manca, inseriscilo tu stesso o, in alternativa, metti l'avviso {{tmp\|Bio}} che ne segnala la mancanza. Se i dati riportati sono sbagliati, correggi direttamente la voce biografica; le modifiche saranno visibili in questa lista entro pochi giorni. Per chiarimenti vedi il progetto biografie. La lista contiene solo le 271 persone che sono citate nell'enciclopedia e per le quali è stato implementato correttamente il template Bio. Pagina aggiornata al 18 ago 2025. |

- 1º luglio - Andre Braugher, attore statunitense († 2023)
- 1º luglio - George Bugeja, vescovo cattolico maltese
- 1º luglio - Chris Cavanaugh, ex nuotatore statunitense
- 1º luglio - Julio Clement, ex rugbista a 15, allenatore di rugby a 15 e politico argentino
- 1º luglio - Richard Ferrand, politico francese
- 1º luglio - Dominic Keating, attore britannico
- 1º luglio - Margarita Louis-Dreyfus, imprenditrice svizzera
- 1º luglio - Seyran Ohanyan, generale armeno
- 2 luglio - Andrea Roggi, artista, scultore e pittore italiano
- 2 luglio - Anna Cugini, doppiatrice italiana
- 2 luglio - Antonello Dose, conduttore radiofonico, autore televisivo e scrittore italiano
- 2 luglio - Monika Hohlmeier, politica tedesca
- 2 luglio - Werner Marti, ex sciatore alpino svizzero
- 2 luglio - Giovanni Martorana, attore italiano († 2018)
- 2 luglio - Mario Merelli, alpinista italiano († 2012)
- 2 luglio - Angelo Senaldi, politico italiano
- 2 luglio - Neil Tovey, ex calciatore e allenatore di calcio sudafricano
- 2 luglio - Wei Qingguang, ex tennistavolista cinese
- 3 luglio - Shigeru Ando, ex calciatore e ex giocatore di calcio a 5 giapponese
- 3 luglio - Renata Bertolas, doppiatrice e direttrice del doppiaggio italiana
- 3 luglio - Tom Cruise, attore e produttore cinematografico statunitense
- 3 luglio - Thomas Gibson, attore statunitense
- 3 luglio - Charlie Sitton, ex cestista statunitense
- 3 luglio - Hunter Tylo, attrice statunitense
- 3 luglio - Philippe Verneret, ex sciatore alpino francese
- 4 luglio - Federico Andreotti, autore televisivo e regista italiano
- 4 luglio - Paolo Di Laura Frattura, politico italiano
- 4 luglio - Krzysztof Hołowczyc, politico e pilota di rally polacco
- 4 luglio - Isabelle Laug, ex cestista francese
- 4 luglio - Jeff Miller, ex rugbista a 15, dirigente sportivo e allenatore di rugby a 15 australiano
- 4 luglio - Jacynthe Poirier, ex schermitrice canadese
- 4 luglio - Luca Salvagno, fumettista italiano
- 4 luglio - Nicola Selva, politico e ex velocista sammarinese
- 4 luglio - Pam Shriver, ex tennista statunitense
- 4 luglio - Claudia Zaczkiewicz, ex ostacolista tedesca
- 5 luglio - Kreshnik Çipi, ex calciatore albanese
- 5 luglio - Frédéric Domon, ex cestista e allenatore di pallacanestro francese
- 5 luglio - Roberto Fernández Bonillo, dirigente sportivo, allenatore di calcio e ex calciatore spagnolo
- 5 luglio - Paolo Giordano, chitarrista italiano († 2021)
- 5 luglio - Barry Hardy, ex wrestler statunitense
- 5 luglio - Sarina Hülsenbeck, ex nuotatrice tedesca
- 5 luglio - Lorenzo Regazzo, basso e baritono italiano
- 5 luglio - Ralf Vollmer, ex calciatore, allenatore di calcio e dirigente sportivo tedesco
- 6 luglio - Todd Bennett, velocista britannico († 2013)
- 6 luglio - Bernard Brégeon, ex canoista francese
- 6 luglio - Víctor Hugo Castañeda, ex calciatore cileno
- 6 luglio - Peter Hedges, scrittore, sceneggiatore e regista statunitense
- 6 luglio - Saško Kedev, politico e medico macedone
- 6 luglio - Andrew Martin, scrittore e giornalista britannico
- 6 luglio - Jurijs Popkovs, ex calciatore e allenatore di calcio lettone
- 6 luglio - Jevhen Serhijovyč Šachov, ex calciatore sovietico
- 7 luglio - Josef Aschbacher, astronomo austriaco
- 7 luglio - Zoltán Balázsfi, ex sollevatore ungherese
- 7 luglio - Luigi Caffarelli, dirigente sportivo, allenatore di calcio e ex calciatore italiano
- 7 luglio - Licia Colò, conduttrice televisiva, autrice televisiva e scrittrice italiana
- 7 luglio - Daniele Davin, ex calciatore italiano
- 7 luglio - Elsa Di Gati, giornalista e conduttrice televisiva italiana
- 7 luglio - Seán Gallagher, imprenditore e politico irlandese
- 7 luglio - Akiva Goldsman, sceneggiatore, regista e produttore cinematografico statunitense
- 7 luglio - Michele Surian, artista marziale italiano
- 8 luglio - Oreste Baldini, doppiatore, direttore del doppiaggio e dialoghista italiano
- 8 luglio - Stefano Colagè, ex ciclista su strada italiano
- 8 luglio - Luigi De Rosa, allenatore di calcio, dirigente sportivo e ex calciatore italiano
- 8 luglio - Ivan Jovanović, allenatore di calcio e ex calciatore serbo
- 8 luglio - Joan Osborne, cantautrice statunitense
- 8 luglio - Roberto Pagnin, ex ciclista su strada e pistard italiano
- 8 luglio - Martin Pavlu, ex hockeista su ghiaccio, allenatore di hockey su ghiaccio e telecronista sportivo italiano
- 8 luglio - Steven Underhill, fotografo statunitense
- 9 luglio - Jordan Belfort, scrittore, imprenditore e criminale statunitense
- 9 luglio - Gian Domenico Borasio, medico italiano
- 9 luglio - Marco Brunetti, vescovo cattolico italiano
- 9 luglio - Rossana Lombardo, ex velocista italiana
- 9 luglio - Salvatore Mugno, saggista, romanziere e traduttore italiano
- 9 luglio - Fulgence Muteba Mugalu, arcivescovo cattolico della Repubblica Democratica del Congo
- 9 luglio - Uwe Tschiskale, ex calciatore tedesco
- 10 luglio - Christophe Boltanski, scrittore e giornalista francese
- 10 luglio - Paolo Cento, politico italiano
- 10 luglio - Grant Kirkhope, compositore scozzese
- 10 luglio - Luciano Luminelli, regista e sceneggiatore italiano
- 10 luglio - Jaime Magalhães, ex calciatore portoghese
- 10 luglio - Ronaldo Moraes da Silva, ex calciatore brasiliano
- 10 luglio - Nam Ki-hyung, ex calciatore sudcoreano
- 10 luglio - Santiago Ostolaza, ex calciatore uruguaiano
- 10 luglio - Bob Thornton, ex cestista e allenatore di pallacanestro statunitense
- 11 luglio - Uwe Brauer, ex cestista tedesco
- 11 luglio - Kerrith Brown, ex judoka britannico
- 11 luglio - Fujii Fumiya, artista e cantante giapponese
- 11 luglio - Jill Jones, cantante statunitense
- 11 luglio - Manuela Mager, ex pattinatrice artistica su ghiaccio tedesca
- 11 luglio - Pauline McLynn, attrice e scrittrice irlandese
- 11 luglio - Maurizio Sacchi, ex calciatore italiano
- 11 luglio - Peter Steinmann, ex pentatleta svizzero
- 12 luglio - Anne Avellan, ex cestista finlandese
- 12 luglio - Mark Barham, ex calciatore inglese
- 12 luglio - Julio César Chávez, ex pugile messicano
- 12 luglio - Carlo Di Antonio, politico belga
- 12 luglio - Feiez, polistrumentista e fonico italiano († 1998)
- 12 luglio - Nelson Guerrero, ex calciatore ecuadoriano
- 12 luglio - Fabio Milani, ex cestista italiano
- 12 luglio - Lilianne Ploumen, politica olandese
- 12 luglio - Václav Švejcar, pittore ceco († 2008)
- 13 luglio - Michael Jace, attore statunitense
- 13 luglio - Tom Kenny, doppiatore, attore e comico statunitense
- 13 luglio - Olav Klepp, ex calciatore norvegese
- 13 luglio - Pasquale Marino, allenatore di calcio e ex calciatore italiano
- 13 luglio - Michael Supnick, trombonista, trombettista e compositore statunitense
- 13 luglio - Rhonda Vincent, cantautrice e musicista statunitense
- 13 luglio - Benno Wiss, ex ciclista su strada svizzero
- 14 luglio - Agim Canaj, allenatore di calcio e ex calciatore albanese
- 14 luglio - Vilad Nomcharoen, calciatore e giocatore di calcio a 5 thailandese († 2014)
- 14 luglio - Patricio Toledo, ex calciatore cileno
- 14 luglio - Domènec Torrent, allenatore di calcio e ex calciatore spagnolo
- 14 luglio - Carolina Vera, meteorologa argentina
- 15 luglio - Iain Dale, editore, editorialista e conduttore radiofonico britannico
- 15 luglio - Gina Dowding, politica britannica
- 15 luglio - Nikos Filippou, ex cestista greco
- 15 luglio - Michelle Ford, ex nuotatrice australiana
- 15 luglio - William N'Jo Léa, ex calciatore francese
- 15 luglio - Abdelkebir Ouaddar, cavaliere marocchino
- 15 luglio - Martin Roach, attore e doppiatore canadese
- 15 luglio - Glen Edward Rogers, serial killer statunitense († 2025)
- 15 luglio - Nahoko Uehashi, scrittrice e antropologa giapponese
- 16 luglio - Thomas Arslan, regista e sceneggiatore tedesco
- 16 luglio - László Barsi, ex sollevatore ungherese
- 16 luglio - Giuseppe Detomas, politico italiano
- 16 luglio - Gianni Ferretti, pianista, tastierista e compositore italiano
- 16 luglio - Mathias Herrmann, attore tedesco
- 16 luglio - Uwe Hohn, ex giavellottista tedesco
- 16 luglio - Grigorij Leps, cantante e cantautore russo
- 16 luglio - Natal'ja Lisovskaja, ex pesista russa
- 16 luglio - Kevin Magee, pilota motociclistico australiano
- 16 luglio - Olivier Royant, giornalista e scrittore francese († 2020)
- 16 luglio - Julija Šamšurina, ex fondista sovietica
- 16 luglio - Gøran Sørloth, ex calciatore norvegese
- 17 luglio - Jay Barrs, arciere statunitense
- 17 luglio - Scott Z. Burns, sceneggiatore, regista e produttore cinematografico statunitense
- 17 luglio - Iván, cantante spagnolo
- 17 luglio - Patricio Mardones, ex calciatore cileno
- 17 luglio - Bill Sage, attore statunitense
- 17 luglio - Dominique Đặng Văn Cầu, vescovo cattolico vietnamita
- 18 luglio - Lee Arenberg, attore statunitense
- 18 luglio - Stefania Convalle, scrittrice e editrice italiana
- 18 luglio - Jeremy Darroch, dirigente d'azienda inglese
- 18 luglio - Nicolas Dufourcq, imprenditore francese
- 18 luglio - Víctor Manuel Fernández, cardinale, arcivescovo cattolico e teologo argentino
- 18 luglio - Jack Irons, batterista e compositore statunitense
- 18 luglio - James Moylan, politico statunitense
- 18 luglio - Jérôme Potier, ex tennista francese
- 18 luglio - Giuseppe Romano, allenatore di calcio e ex calciatore italiano
- 19 luglio - Paul Bracewell, allenatore di calcio e ex calciatore inglese
- 19 luglio - Anthony Edwards, attore statunitense
- 19 luglio - Mario Fargetta, disc jockey e produttore discografico italiano
- 19 luglio - Alfredrick Hughes, ex cestista statunitense
- 19 luglio - Aya Kitō, scrittrice giapponese († 1988)
- 19 luglio - Hristo Kjučukov, linguista e pedagogista bulgaro
- 19 luglio - Henry Graniero Rodriguez, allenatore di pallavolo e ex pallavolista venezuelano
- 19 luglio - Manuel Vilas, scrittore e poeta spagnolo
- 20 luglio - Carlos Alazraqui, attore e doppiatore statunitense
- 20 luglio - Stefano Bartezzaghi, giornalista, scrittore e semiologo italiano
- 20 luglio - Bruno Campiglia, ex kickboxer italiano
- 20 luglio - Jonny Crosio, architetto e politico italiano
- 20 luglio - Paolo Gallo, giurista italiano
- 20 luglio - Tomas Johansson, ex lottatore svedese
- 20 luglio - Ben McDonald, ex cestista e allenatore di pallacanestro statunitense
- 20 luglio - Giuseppe Mussari, avvocato e banchiere italiano
- 20 luglio - Emmanuel Niyonkuru, politico burundese († 2017)
- 20 luglio - Franci Petek, ex saltatore con gli sci sloveno
- 20 luglio - Rochelle Redfield, attrice, ex modella e illustratrice statunitense
- 20 luglio - Sandro Sabatini, giornalista, conduttore televisivo e blogger italiano
- 20 luglio - Primož Ulaga, dirigente sportivo e ex saltatore con gli sci sloveno
- 21 luglio - Lee Aaron, cantante canadese
- 21 luglio - Piotr Baran, ex cestista e allenatore di pallacanestro polacco
- 21 luglio - Ike Eisenmann, attore e produttore cinematografico statunitense
- 21 luglio - Nico Facciolo, allenatore di calcio e ex calciatore italiano
- 21 luglio - Jaana Lammi, cantante finlandese
- 21 luglio - Rosi Mauro, sindacalista e ex politica italiana
- 21 luglio - Kym Whitley, attrice e comica statunitense
- 21 luglio - Lai Xiaomin, economista e dirigente d'azienda cinese († 2021)
- 22 luglio - Steve Albini, produttore discografico, chitarrista e cantante statunitense († 2024)
- 22 luglio - Simone Braglia, dirigente sportivo, allenatore di calcio e ex calciatore italiano
- 22 luglio - Joan Carreras i Goicoechea, scrittore, giornalista e sceneggiatore spagnolo
- 22 luglio - Jacques Glassmann, ex calciatore francese
- 22 luglio - Jean-Claude Leclercq, ex ciclista su strada francese
- 22 luglio - Roman Madjanov, attore russo († 2024)
- 22 luglio - Rena Owen, attrice neozelandese
- 22 luglio - Alvin Robertson, ex cestista statunitense
- 22 luglio - Gennadij Sidorov, attore e regista sovietico († 2011)
- 22 luglio - Karen Summer, attrice pornografica statunitense († 2023)
- 22 luglio - Zhang Huikang, ex calciatore cinese
- 22 luglio - Pieter De Crem, politico belga
- 23 luglio - Christoph Hainz, alpinista italiano
- 23 luglio - Eriq La Salle, attore e regista statunitense
- 23 luglio - Hiroshi Mikami, attore giapponese
- 24 luglio - Kevin Butler, ex giocatore di football americano statunitense
- 24 luglio - Steve Colter, ex cestista statunitense
- 24 luglio - Federico Franco, politico paraguaiano
- 24 luglio - Michael John LaChiusa, compositore, librettista e paroliere statunitense
- 24 luglio - Filippo Mennuni, velista italiano
- 24 luglio - Randall Miller, regista, attore e sceneggiatore statunitense
- 24 luglio - Andrea Moro, linguista, neuroscienziato e scrittore italiano
- 24 luglio - Nicolas Vaude, attore francese
- 24 luglio - Adnan al-Ghul, ingegnere militare palestinese († 2004)
- 25 luglio - Carin Bakkum, ex tennista olandese
- 25 luglio - Franco Bechis, giornalista e opinionista italiano
- 25 luglio - Mike Buncic, ex discobolo statunitense
- 25 luglio - Nils Ove Hellvik, ex calciatore norvegese
- 26 luglio - Anne Bernet, storica, scrittrice e giornalista francese
- 26 luglio - Stefano Borgia, cantautore italiano
- 26 luglio - Stefano Caprioli, compositore italiano
- 26 luglio - Paolo Chiavacci, violinista italiano
- 26 luglio - Galina Čistjakova, ex lunghista e triplista sovietica
- 26 luglio - Stefano Gervasoni, compositore italiano
- 26 luglio - Fernando Grande-Marlaska, giurista, magistrato e politico spagnolo
- 26 luglio - Sergej Vladilenovič Kirienko, politico russo
- 26 luglio - Safia Mohammed, ex cestista keniota
- 26 luglio - Uwe Raab, ex ciclista su strada tedesco
- 26 luglio - Sigga, cantante islandese
- 26 luglio - Danny Young, ex cestista statunitense
- 27 luglio - Pasquale Belsito, ex terrorista italiano
- 27 luglio - Neil Brooks, ex nuotatore australiano
- 27 luglio - Mariela Castro, psicologa, politica e attivista cubana
- 27 luglio - Rocco Cotroneo, allenatore di calcio e ex calciatore italiano
- 27 luglio - Arthur Emyr, ex rugbista a 15, conduttore televisivo e giornalista britannico
- 27 luglio - Sandra Gasser, ex mezzofondista svizzera
- 27 luglio - Cecilia Muñoz, politica, avvocata e attivista statunitense
- 27 luglio - Edgardo Venturi, ex rugbista a 15 e dirigente sportivo italiano
- 28 luglio - Torsten Gütschow, ex calciatore e allenatore di calcio tedesco
- 28 luglio - Lars Håland, ex fondista svedese
- 28 luglio - Ma Lin, allenatore di calcio e ex calciatore cinese
- 28 luglio - Michael Mauer, ingegnere e progettista tedesco
- 28 luglio - José Luis Navarro, ex ciclista su strada e pistard spagnolo
- 28 luglio - Patrizia Pellegrino, attrice, showgirl e cantante italiana
- 28 luglio - Margaritīs Schoinas, politico greco
- 28 luglio - Rachel Sweet, cantante, attrice e sceneggiatrice statunitense
- 29 luglio - Kevin Chapman, attore statunitense
- 29 luglio - Carl Cox, disc jockey e produttore discografico britannico
- 29 luglio - DJ Krush, disc jockey e produttore discografico giapponese
- 29 luglio - Bojan Krkić, ex calciatore jugoslavo
- 29 luglio - Guillermo Martínez, scrittore e matematico argentino
- 29 luglio - Martin McCarrick, musicista britannico
- 29 luglio - Isabel Cristina Mrad Campos, personalità religiosa brasiliana († 1982)
- 29 luglio - Frank Neubarth, allenatore di calcio e ex calciatore tedesco
- 29 luglio - Lisa Ono, cantante e chitarrista brasiliana
- 29 luglio - Sonny Onoo, giapponese
- 29 luglio - Steve Pelluer, ex giocatore di football americano statunitense
- 29 luglio - Kevin Spirtas, attore statunitense
- 29 luglio - Scott Steiner, wrestler statunitense
- 29 luglio - Tidjane Thiam, banchiere ivoriano
- 29 luglio - Oceano da Cruz, allenatore di calcio e ex calciatore capoverdiano
- 29 luglio - Miroslav Škoro, politico e cantante croato
- 30 luglio - Loren Avedon, attore statunitense
- 30 luglio - Enzo Biato, allenatore di calcio e ex calciatore italiano
- 30 luglio - Angelo Bonelli, politico italiano
- 30 luglio - Alton Brown, personaggio televisivo, conduttore televisivo e autore televisivo statunitense
- 30 luglio - Fatima Tabaâmrante, cantautrice, ballerina e attrice marocchina
- 30 luglio - Vladimir Nikolaevič Dežurov, cosmonauta russo
- 30 luglio - Leif Engqvist, ex calciatore e allenatore di calcio svedese
- 30 luglio - Monique Gabrielle, modella e attrice statunitense
- 30 luglio - Andy Green, aviatore e pilota automobilistico inglese
- 30 luglio - Deirdre Lovejoy, attrice statunitense
- 30 luglio - David Sabiu, direttore d'orchestra, compositore e percussionista italiano
- 31 luglio - Jan Broberg Felt, attrice, cantante e produttrice televisiva statunitense
- 31 luglio - Jorge Alberto Cavazos Arizpe, arcivescovo cattolico messicano
- 31 luglio - Isabelle Désert, ex cestista francese
- 31 luglio - Kevin Greene, giocatore di football americano e allenatore di football americano statunitense († 2020)
- 31 luglio - Chris Kreski, sceneggiatore e scrittore statunitense († 2005)
- 31 luglio - John Laurinaitis, dirigente sportivo e ex wrestler statunitense
- 31 luglio - Paula Morelenbaum, cantante brasiliana
- 31 luglio - Ezio Rossi, allenatore di calcio e ex calciatore italiano
- 31 luglio - Al Sapienza, attore statunitense
- 31 luglio - Wesley Snipes, attore, produttore cinematografico e artista marziale statunitense